# Skott i vattenlinjen
Skott i vattenlinjen är en novellsamling av Josef Kjellgren utgiven 1936. De flesta novellerna skildrar sjömansliv.

## Innehåll
- Inledning

Första avdelningen
- I begynnelsen
- Vid förbränningsugnarna
- Avlösning
- Tidsenlig vandring

Andra avdelningen
- Porträtt av ovissheten
- Fåglar ombord
- Skott i vattenlinjen
- Koks
- Spansk tragedi
- Timecharter
- Vintervandring
- Jordfäst i Polen
- Avslutning

## Utgåvor
- Skott i vattenlinjen. Stockholm: Natur o. kultur. 1936. Libris gq7td5bjddxxkzgd. http://hdl.handle.net/2077/58888
- Skott i vattenlinjen, Natur och Kultur 1951 (Samlade skrifter 5)
- Skott i vattenlinjen, Natur och Kultur 2011 (E-bok) ISBN 978-91-27-12689-3